# クリームヒルト (小惑星)
クリームヒルト (242 Kriemhild) は、小惑星帯に位置する典型的な小惑星の一つ。
1884年9月22日にオーストリアの天文学者、ヨハン・パリサがウィーンで発見し、『ニーベルンゲンの歌』に登場する王女クリームヒルトにちなんで命名された。